# Bubanza

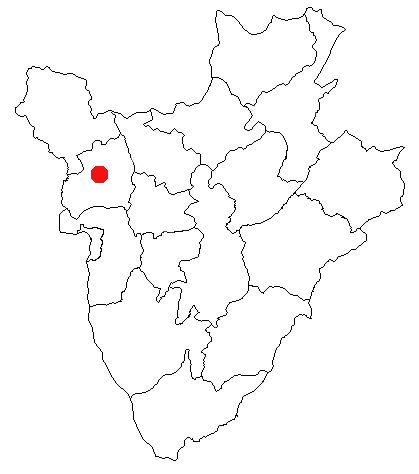
Bubanzas läge på karta över Burundi.

Bubanza är en stad i nordvästra Burundi, belägen på 1 200 meters höjd över havet. Folkmängden uppgick till 7 990 invånare vid folkräkningen 2008. Den är huvudort i provinsen Bubanza och kommunen Bubanza.